# Liane Balaban
Liane Balaban (North York, Ontario, 24 de junio de 1980) es una actriz canadiense. Su debut en el cine se produjo en New Waterford Girl (1999), interpretando el papel de Agnes-Marie "Mooney" Pottie, y desde entonces ha aparecido en las películas Definitely, Maybe (2008), Last Chance Harvey (2009) y en el drama independiente One Week (2008). Ha realizado apariciones en las series de televisión NCIS: Los Angeles, Covert Affairs y Alphas, y se unió al elenco de la popular serie Supernatural en su octava temporada.

## Filmografía

### Cine y televisión
| Año        | Título                                     | Rol                  | Notas                  |
| ---------- | ------------------------------------------ | -------------------- | ---------------------- |
| 1999       | New Waterford Girl                         | Mooney Pottie        |                        |
| 2000       | The City                                   | Alison               | "Blindside!"           |
| 2000       | Saint Jude                                 | Jude                 |                        |
| 2001       | Full                                       | Meryl                |                        |
| 2001       | After the Harvest                          | Lind Archer          |                        |
| 2001       | World Traveler                             | Meg                  |                        |
| 2002       | Happy Here and Now                         | Amelia               |                        |
| 2002       | The Annual Crafts & Arts Contest           | Neilburt             |                        |
| 2002       | Spliced                                    | Mary                 |                        |
| 2004       | Seven Times Lucky                          | Fiona                |                        |
| 2004       | Eternal                                    | Lisa                 |                        |
| 2005       | Anniversary Present                        | Sandra Dobbs         |                        |
| 2005       | Leo                                        | Ameilia              |                        |
| 2005       | Burnt Toast                                | Mujer                |                        |
| 2006       | Above and Beyond                           | Shelagh Emberly      |                        |
| 2007       | The Canadian Shield                        | Genvieve             |                        |
| 2007       | St. Urbain's Horseman                      | Jenny                |                        |
| 2008       | Definitely, Maybe                          | Kelly                |                        |
| 2008       | Beware of Dog                              |                      |                        |
| 2008       | One Week                                   | Samantha Pierce      |                        |
| 2008       | Heartless Disappearance Into Labrador Seas | Lily                 |                        |
| 2008       | Last Chance Harvey                         | Susan                |                        |
| 2008       | A Valentine Haircut                        | Clare                |                        |
| 2009       | You Might as Well Live                     | Edna Kemperton       |                        |
| 2009       | Numb3rs                                    | Jessie Robertson     | "First Law"            |
| 2009       | The Trotsky                                | Nadza                |                        |
| 2009       | Not Since You                              | Heather              |                        |
| 2009       | The New Tenants                            | Irene                |                        |
| 2010       | Abroad                                     | Amy Pearce           |                        |
| 2010       | Coach                                      | Gabrielle            |                        |
| 2010; 2014 | Covert Affairs                             | Natasha Petrova      | Rol recurrente         |
| 2010       | NCIS: Los Angeles                          | Emma Mastin          | "Black Widow"          |
| 2011       | The Future is Now!                         | Woman of Tomorrow    |                        |
| 2011       | Rise of the Damned                         | Jesse                |                        |
| 2011–2012  | Alphas                                     | Anna                 | Rol recurrente         |
| 2012       | Maniac                                     | Judy                 |                        |
| 2012–2013  | Supernatural                               | Amelia Richardson    | Rol recurrente         |
| 2013       | Motive                                     | Sarah Muller         | "Against All Odds"     |
| 2013       | Finding Joy                                | Joy                  |                        |
| 2013       | The Grand Seduction                        | Kathleen             |                        |
| 2013       | Played                                     | Lida Simenko         | "Untouchables"         |
| 2013       | Rookie Blue                                | Kelly Harrison       | "Two Truths and a Lie" |
| 2014       | Saving Hope                                | Abigail/Kayla Bradly | "Don't Poke the Bear"  |
| 2014       | Republic of Doyle                          | Ruby Rennette        |                        |
| 2015       | Man Seeking Woman                          | Claire               | "Feather"              |
| 2017       | Meditation Park                            |                      |                        |
| 2022       | You Can Live Forever                       | Beth                 |                        |